# Ian Macpherson (1er baron Strathcarron)
(James) Ian Stewart Macpherson (14 mai 1880 - 14 août 1937) est un avocat britannique et homme politique libéral.

## Jeunesse et formation
Macpherson est le fils de James Macpherson, juge de paix, d'Inverness, et d'Anne, fille de James Stewart. Niall Macpherson, George MacPherson et Tommy Macpherson (en) sont ses neveux. Il fait ses études à l'Université d'Édimbourg et est appelé à la barre, Middle Temple, en 1906.

## Carrière politique
Macpherson siège comme député de Ross et Cromarty de 1911 à 1935,. En 1916, il est nommé sous-secrétaire d'État à la guerre, poste qu'il occupe jusqu'en 1918, puis est secrétaire d'État adjoint à la guerre et vice-président du conseil de l'armée entre 1918 et 1919, Secrétaire en chef pour l'Irlande entre 1919 et 1920 et ministre des Pensions entre 1920 et 1922. Il est admis au Conseil privé britannique en 1918 et au Conseil privé irlandais en 1919 et fait Conseiller de la reine en 1919. Il est créé baronnet, de Banchor dans le comté d'Inverness, en 1933 et élevé à la pairie comme baron Strathcarron, de Banchor dans le comté d'Inverness, en 1936.

## Famille
Lord Strathcarron épouse Jill, fille de George Rhodes, 1er baronnet, en 1915. Ils ont un fils et deux filles. Il meurt à Londres en août 1937, âgé de 57 ans, et est incinéré au Golders Green Crematorium. Il est remplacé dans ses titres par son fils, David Macpherson (2e baron Strathcarron). Lady Strathcarron s'est remariée en 1938, à Hedley Ernest Le Bas, fils de Hedley Le Bas, et est décédée en août 1956,.